# Dieter Markfeld
Dieter Markfeld (* 3. Oktober 1954; † 15. März 2017 in Neustadt an der Orla) war Fußballspieler in der ehemaligen DDR-Oberliga, der höchsten Spielklasse des DDR-Fußball-Verbandes. Dort spielte er 1977/78 für die BSG Wismut Gera.

## Sportliche Laufbahn
Markfeld wuchs im thüringischen Triptis auf und spielte dort bis 1974 bei der Betriebssportgemeinschaft (BSG) Chemie Fußball. Nach seiner Schulzeit absolvierte er eine Lehre zum Werkzeugmacher. 1972 gehörte er zum Kader der der DDR-Junioren-Nationalmannschaft, mit der am 8. Oktober 1972 als Einwechselspieler das Juniorenländerspiel DDR – Polen (3:0) bestritt. Mit knapp 20 Jahren wechselte er zur Saison 1974/75 zur BSG Wismut Gera, die in der abgelaufenen Spielzeit in der Aufstiegsrunde zur Oberliga gescheitert war. Auch mit Markfeld konnten sich die Geraer in der Aufstiegsrunde 1975 nicht durchsetzen. Im November 1975 musste Markfeld einen 18-monatigen Wehrdienst ableisten, konnte in dieser Zeit aber bei der Armeesportgemeinschaft Vorwärts Dessau in der zweitklassigen DDR-Liga weiterhin Fußball spielen. Im Mai 1977 kehrte Markfeld zu Wismut Gera zurück, um noch rechtzeitig in die Spiele der Oberliga-Aufstiegsrunde eingreifen zu können. Er bestritt vier der acht Relegationsspiele, in denen Gera Platz zwei und damit den Aufstieg in die Oberliga erreichte.
Die Oberligasaison 1977/78 war für Wismut Gera ein Desaster. Mit nur einem Sieg aber mit 21 Niederlagen wurde die Mannschaft zum schlechtesten Absteiger in der bisherigen Oberliga-Geschichte. Der 1,80 m große Markfeld, der am vierten Spieltag in die Oberliga einstieg, begann als Mittelfeldspieler, wurde auch als Libero eingesetzt, spielte aber auch auf allen Positionen der Dreier-Abwehrkette. Insgesamt kam er in der 26 Spieltage währenden Saison auf 20 Einsätze und war mit einem Tor erfolgreich.
Nach dem Abstieg blieb Markfeld noch zwei weitere Spielzeiten bei Wismut Gera in der DDR-Liga, wechselte aber 25-jährig im Sommer 1980 zum Ligakonkurrenten BSG Chemie Ilmenau, der in der vorherigen Saison knapp dem Abstieg entronnen war. Mit ihrem Mittelfeldregisseur und späterem Abwehrstrategen Markfeld konnten sich die Ilmenauer bis 1984 in der DDR-Liga behaupten und erreichten 1982 und 1983 mit Rang vier ihre beste Platzierung. Als zur Saison 1984/85 die DDR-Liga auf zwei Staffeln reduziert wurde, reichte ein neunter Platz der Spielzeit 1983/84 zur Qualifizierung nicht aus und Chemie Ilmenau musste in die drittklassige Bezirksliga absteigen. Dies wurde für Markfeld zum Anlass, im Sommer 1984 noch einmal einen Wechsel vorzunehmen. Er schloss sich dem Geraer Bezirksligisten BSG Motor Zeulenroda an, wo er schließlich seine Laufbahn als Fußballspieler im Leistungsbereich beendete.
Dieter Markfeld blieb darüber hinaus weiter im Fußballsport aktiv. Noch als 55-Jähriger schloss er sich im Jahr 2010 dem Alte-Herren-Team des SV Blau-Weiß 90 Neustadt (Orla) an, wo er auch auf den ehemaligen DDR-National-Spieler Matthias Liebers traf. Im Alter von 62 Jahren erlag Markfeld im März 2017 einer langjährigen Krebserkrankung.